# Euplexaura albida
Euplexaura albida är en korallart som beskrevs av Kükenthal 1908. Euplexaura albida ingår i släktet Euplexaura och familjen Plexauridae. Inga underarter finns listade i Catalogue of Life.